# Super Bowl
Super Bowl je finálový zápas, kterým vrcholí play-off severoamerické National Football League v americkém fotbalu. Hraje se každoročně od roku 1967. Podobně jako Světová série (baseball) je i Super Bowl označením nikoli pro celé play-off, ale jen pro finálový souboj dvou nejlepších týmů.

## Založení a historie
První Super Bowl se uskutečnil 15. ledna 1967 na základě dohody mezi National Football League a jejím mladším rivalem American Football League a vítězové obou soutěží se v něm měli utkávat o titul v tzv. AFL-NFL World Championship Game (česky: Zápas o mistrovství světa AFL-NFL). Po sloučení obou soutěží v roce 1970 je zápasem o titul v NFL.

## Vítězové Super Bowlu

### AFL-NFL World Championships
| National Football League | American Football League |

| Ročník | Datum       | Vítěz              | Poražený           | Skóre | Místo                                      |
| ------ | ----------- | ------------------ | ------------------ | ----- | ------------------------------------------ |
| I.     | 15. 1. 1967 | Green Bay Packers  | Kansas City Chiefs | 35:10 | Memorial Coliseum, Los Angeles, Kalifornie |
| II.    | 14. 1. 1968 | Green Bay Packers  | Oakland Raiders    | 33:14 | Miami Orange Bowl, Miami, Florida          |
| III.   | 12. 1. 1969 | New York Jets      | Baltimore Colts    | 16:7  | Miami Orange Bowl, Miami, Florida          |
| IV.    | 11. 1. 1970 | Kansas City Chiefs | Minnesota Vikings  | 23:7  | Tulane Stadium, New Orleans, Louisiana     |

### NFL Championships
| American Football Conference (AFC) | National Football Conference (NFC) |

| Ročník   | Datum       | Vítěz                | Poražený             | Skóre    | Místo                                            |
| -------- | ----------- | -------------------- | -------------------- | -------- | ------------------------------------------------ |
| V.       | 17. 1. 1971 | Baltimore Colts      | Dallas Cowboys       | 16:13    | Miami Orange Bowl, Miami, Florida                |
| VI.      | 16. 1. 1972 | Dallas Cowboys       | Miami Dolphins       | 24:3     | Tulane Stadium, New Orleans, Louisiana           |
| VII.     | 14. 1. 1973 | Miami Dolphins       | Washington Redskins  | 14:7     | Los Angeles, Kalifornie                          |
| VIII.    | 13. 1. 1974 | Miami Dolphins       | Minnesota Vikings    | 24:7     | Rice Stadium, Houston, Texas                     |
| IX.      | 12. 1. 1975 | Pittsburgh Steelers  | Minnesota Vikings    | 16:6     | Tulane Stadium, New Orleans, Louisiana           |
| X.       | 18. 1. 1976 | Pittsburgh Steelers  | Dallas Cowboys       | 21:17    | Miami Orange Bowl, Miami, Florida                |
| XI.      | 9. 1. 1977  | Oakland Raiders      | Minnesota Vikings    | 32:14    | Rose Bowl Stadium, Pasadena, Kalifornie          |
| XII.     | 15. 1. 1978 | Dallas Cowboys       | Denver Broncos       | 27:10    | Louisiana Superdome, New Orleans, Louisiana      |
| XIII.    | 21. 1. 1979 | Pittsburgh Steelers  | Dallas Cowboys       | 35:31    | Miami Orange Bowl, Miami, Florida                |
| XIV.     | 20. 1. 1980 | Pittsburgh Steelers  | Los Angeles Rams     | 31:19    | Rose Bowl Stadium, Pasadena, Kalifornie          |
| XV.      | 25. 1. 1981 | Oakland Raiders      | Philadelphia Eagles  | 27:10    | Louisiana Superdome, New Orleans, Louisiana      |
| XVI.     | 24. 1. 1982 | San Francisco 49ers  | Cincinnati Bengals   | 26:21    | Pontiac Silverdome, Pontiac, Michigan            |
| XVII.    | 30. 1. 1983 | Washington Redskins  | Miami Dolphins       | 27:17    | Rose Bowl Stadium, Pasadena, Kalifornie          |
| XVIII.   | 22. 1. 1984 | Los Angeles Raiders  | Washington Redskins  | 38:9     | Tampa Stadium, Tampa, Florida                    |
| XIX.     | 20. 1. 1985 | San Francisco 49ers  | Miami Dolphins       | 38:16    | Stanford Stadium, Stanford, Kalifornie           |
| XX.      | 26. 1. 1986 | Chicago Bears        | New England Patriots | 46:10    | Louisiana Superdome, New Orleans, Louisiana      |
| XXI.     | 25. 1. 1987 | New York Giants      | Denver Broncos       | 39:20    | Rose Bowl Stadium, Pasadena, Kalifornie          |
| XXII.    | 31. 1. 1988 | Washington Redskins  | Denver Broncos       | 42:10    | Jack Murphy Stadium, San Diego, Kalifornie       |
| XXIII.   | 22. 1. 1989 | San Francisco 49ers  | Cincinnati Bengals   | 20:16    | Joe Robbie Stadium, Miami, Florida               |
| XXIV.    | 28. 1. 1990 | San Francisco 49ers  | Denver Broncos       | 55:10    | Louisiana Superdome, New Orleans, Louisiana      |
| XXV.     | 27. 1. 1991 | New York Giants      | Buffalo Bills        | 20:19    | Tampa Stadium, Tampa, Florida                    |
| XXVI.    | 26. 1. 1992 | Washington Redskins  | Buffalo Bills        | 37:24    | Metrodome, Minneapolis, Minnesota                |
| XXVII.   | 31. 1. 1993 | Dallas Cowboys       | Buffalo Bills        | 52:17    | Rose Bowl Stadium, Pasadena, Kalifornie          |
| XXVIII.  | 30. 1. 1994 | Dallas Cowboys       | Buffalo Bills        | 30:13    | Georgia Dome, Atlanta, Georgie                   |
| XXIX.    | 29. 1. 1995 | San Francisco 49ers  | San Diego Chargers   | 49:26    | Joe Robbie Stadium, Miami, Florida               |
| XXX.     | 28. 1. 1996 | Dallas Cowboys       | Pittsburgh Steelers  | 27:17    | Sun Devil Stadium, Tempe, Arizona                |
| XXXI.    | 26. 1. 1997 | Green Bay Packers    | New England Patriots | 35:21    | Louisiana Superdome, New Orleans, Louisiana      |
| XXXII.   | 25. 1. 1998 | Denver Broncos       | Green Bay Packers    | 31:24    | Qualcomm Stadium, San Diego, Kalifornie          |
| XXXIII.  | 31. 1. 1999 | Denver Broncos       | Atlanta Falcons      | 34:19    | Pro Player Stadium, Miami, Florida               |
| XXXIV.   | 30. 1. 2000 | St. Louis Rams       | Tennessee Titans     | 23:16    | Georgia Dome, Atlanta, Georgie                   |
| XXXV.    | 28. 1. 2001 | Baltimore Ravens     | New York Giants      | 34:7     | Raymond James Stadium, Tampa, Florida            |
| XXXVI.   | 3. 2. 2002  | New England Patriots | St. Louis Rams       | 20:17    | Louisiana Superdome, New Orleans, Louisiana      |
| XXXVII.  | 26. 1. 2003 | Tampa Bay Buccaneers | Oakland Raiders      | 48:21    | Qualcomm Stadium, San Diego, Kalifornie          |
| XXXVIII. | 1. 2. 2004  | New England Patriots | Carolina Panthers    | 32:29    | Reliant Stadium, Houston, Texas                  |
| XXXIX.   | 6. 2. 2005  | New England Patriots | Philadelphia Eagles  | 24:21    | ALLTEL Stadium, Jacksonville, Florida            |
| XL.      | 5. 2. 2006  | Pittsburgh Steelers  | Seattle Seahawks     | 21:10    | Ford Field, Detroit, Michigan                    |
| XLI.     | 4. 2. 2007  | Indianapolis Colts   | Chicago Bears        | 29:17    | Dolphin Stadium, Miami Gardens, Florida          |
| XLII.    | 3. 2. 2008  | New York Giants      | New England Patriots | 17:14    | University of Phoenix Stadium, Glendale, Arizona |
| XLIII.   | 1. 2. 2009  | Pittsburgh Steelers  | Arizona Cardinals    | 27:23    | Raymond James Stadium, Tampa, Florida            |
| XLIV.    | 7. 2. 2010  | New Orleans Saints   | Indianapolis Colts   | 31:17    | Dolphin Stadium, Miami Gardens, Florida          |
| XLV.     | 6. 2. 2011  | Green Bay Packers    | Pittsburgh Steelers  | 31:25    | Cowboys Stadium, Arlington, Texas                |
| XLVI.    | 5. 2. 2012  | New York Giants      | New England Patriots | 21:17    | Lucas Oil Stadium, Indianapolis, Indiana         |
| XLVII.   | 3. 2. 2013  | Baltimore Ravens     | San Francisco 49ers  | 34:31    | Superdome, New Orleans, Louisiana                |
| XLVIII.  | 2. 2. 2014  | Seattle Seahawks     | Denver Broncos       | 43:8     | MetLife Stadium, East Rutherford, New Jersey     |
| XLIX.    | 1. 2. 2015  | New England Patriots | Seattle Seahawks     | 28:24    | University of Phoenix Stadium, Glendale, Arizona |
| L.       | 7. 2. 2016  | Denver Broncos       | Carolina Panthers    | 24:10    | Levi's Stadium, Santa Clara, Kalifornie          |
| LI.      | 5. 2. 2017  | New England Patriots | Atlanta Falcons      | 34:28 PP | NRG Stadium, Houston, Texas                      |
| LII.     | 4. 2. 2018  | Philadelphia Eagles  | New England Patriots | 41:33    | U.S. Bank Stadium, Minneapolis, Minnesota        |
| LIII.    | 3. 2. 2019  | New England Patriots | Los Angeles Rams     | 13:3     | Mercedes-Benz Stadium, Atlanta, Georgie          |
| LIV.     | 2. 2. 2020  | Kansas City Chiefs   | San Francisco 49ers  | 31:20    | Hard Rock Stadium, Miami, Florida                |
| LV.      | 7. 2. 2021  | Tampa Bay Buccaneers | Kansas City Chiefs   | 31:9     | Raymond James Stadium, Tampa, Florida            |
| LVI.     | 13. 2. 2022 | Los Angeles Rams     | Cincinnati Bengals   | 23:20    | SoFi Stadium, Inglewood, Kalifornie              |
| LVII.    | 12. 2. 2023 | Kansas City Chiefs   | Philadelphia Eagles  | 38:35    | State Farm Stadium, Glendale, Arizona            |
| LVIII.   | 12. 2. 2024 | Kansas City Chiefs   | San Francisco 49ers  | 25:22 PP | Allegint stadium, Las Vegas, Nevada              |
| LIX.     | 9. 2. 2025  | Philadelphia Eagles  | Kansas City Chiefs   | 40:22    | Caesars Superdome, New Orleans, Lousiana         |
| LX.      | 8. 2. 2026  |                      |                      |          | Levi's Stadium, Santa Clara, Kalifornie          |
| LXI.     | 14. 2. 2027 |                      |                      |          | SoFi Stadium, Inglewood, Kalifornie              |
| LXII.    | ??. 2. 2028 |                      |                      |          | Mercedes-Benz Stadium, Atlanta, Georgie          |

### Nejúspěšnější týmy
6 vítězství – Pittsburgh Steelers a New England Patriots
5 vítězství – San Francisco 49ers, Dallas Cowboys
4 vítězství – Green Bay Packers, New York Giants a Kansas City Chiefs
3 vítězství – Oakland/Los Angeles Raiders, Washington Redskins a Denver Broncos
2 vítězství – Miami Dolphins, Baltimore/Indianapolis Colts, Baltimore Ravens, Tampa Bay Buccaneers, St. Louis/Los Angeles Rams a Philadelphia Eagles
1 vítězství – Chicago Bears, New York Jets, New Orleans Saints a Seattle Seahawks

### Nejúspěšnější hráči
Nejúspěšnějším hráčem Super Bowlu je Tom Brady, který vyhrál 7× (z deseti, v roce 2021, kdy získal trofej naposledy, tedy vícekrát, než jakýkoliv tým). V letech 2002, 2004, 2005, 2014, 2017, 2019 za New England Patriots a v roce 2021 za Tampa Bay Buccaneers. Také byl 5× vyhlášen za nejužitečnějšího hráče Super Bowlu (2002, 2004, 2014, 2017, 2021).

### Statistiky
Nejúspěšnějším účastníkem Super Bowlu byl do roku 2013 tým San Francisco 49ers, který předtím zvítězil v každé ze svých 5 účastí (1981, 1984, 1988, 1989, 1994). Po jeho porážce v roce 2013 ale úspěšnosti 100 % dosahují už jen čtyři týmy:
Tampa Bay Buccaneers proměnil obě své účasti v zisk Super Bowlu (2003, 2021)
dále New York Jets, Baltimore Ravens, New Orleans Saints, které se Super Bowlu účastnily pouze jedenkrát.
Naopak nejvíce proher v Super Bowlu mají týmy Minnesota Vikings a Buffalo Bills. Oba týmy mají čtyři účasti a bilanci 0 výher a 4 prohry.
Nejvíce účastí v Super Bowlu (11 účastí) má tým New England Patriots s bilancí 6-5.
4 týmy v historii NFL do Super Bowlu nikdy nepostoupily: Detroit Lions, Cleveland Browns, Jacksonville Jaguars a Houston Texans.
Nejčastěji se hrálo na Floridě (17×), Kalifornii (13×) a Louisianě (11×).

## Zajímavosti

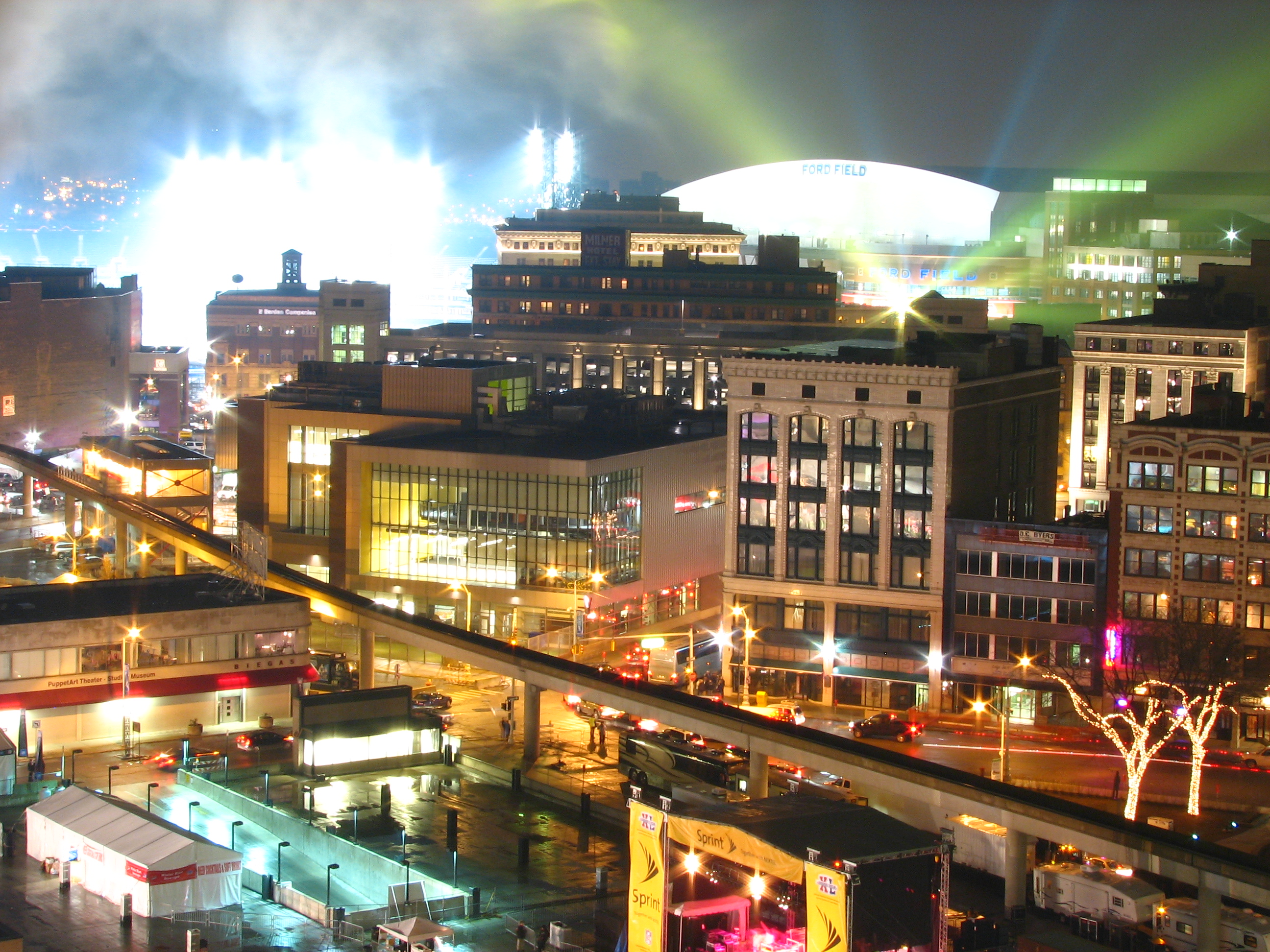
Stadión Ford Field v Detroitu v době konání XL. Super Bowlu

- Super Bowl může hostit jen stadion, který má odpovídající vybavení. Mezi podmínkami, které si NFL dává, je například velikost alespoň 65 tisíc míst pro diváky, prostory určené velikosti pro programy pro fanoušky a pro média, dostatečná hotelová kapacita, oddělené tréninkové kempy pro oba týmy a také průměrná únorová teplota přesahující 10 °C.
- Stadion, kde se Super Bowl hraje, určuje NFL obvykle několik let před samotným zápasem. Nejčastěji Super Bowl hostila města New Orleans, Miami a Los Angeles. Jediná dvě družstva, které kdy hrálo Super Bowl na svém domácím hřišti, byly Tampa Bay Buccaneers při Super Bowlu LV v roce 2021, které vyhrálo nad Kansas City Chiefs, a Los Angeles Rams při Super Bowlu LVI v roce 2022, kdy porazilo Cincinnati Bengals.
- Super Bowl je jednou z nejsledovanějších sportovních událostí přenášenou televizí. V letech 2001 a 2004 její sledovanost překročila i zájem o největší fotbalové přenosy, obvykle ale zaostává za finále fotbalové Ligy mistrů. Ve Spojených státech má špičkovou sledovanost i ve srovnání s nesportovními televizními programy. Sledovanost finálového souboje se odhaduje na 90 milionů diváků (nejen z USA), ženy tvoří 40 %. Super Bowl XLIV, hraný v únoru 2010, byl vůbec nejsledovanějším televizním programem v americké historii. Přenos sledovalo 106,5 miliónu diváku a překonal rekord poslední epizody seriálu M*A*S*H, která se v čele žebříčku držela 27 let.
- Přestávky v poločase Super Bowlu jsou pravděpodobně nejžádanějším mediálním prostorem pro inzerenty televizních reklam vůbec. Průměrná cena 30sekundového spotu v 42. ročníku stála 2,7 milionu dolarů (86 000 dolarů za jednu sekundu). Některé spoty se vyrábějí speciálně a pouze pro tento okamžik. Nepsaným pravidlem posledních několika let je, že spoty, jež jsou ve finále Super Bowlu odvysílány, zpravidla patří mezi nejvtipnější, nejdůmyslnější a nejprecizněji provedené televizní reklamy vůbec.
- Den Super Bowlu je považován za jeden z neoficiálních amerických svátků a je dnem s největší konzumací jídla po Dnu díkůvzdání.[2] Američané pro tuto událost nakoupí jídlo v ceně 55 milionů dolarů. V den konání Super Bowlu Američané snědí 15 tisíc tun bramborových lupínků, 4 tisíce tun popcornu, 3,6 tisíc tun avokádové omáčky guacamole. Den po Super Bowlu se zvyšuje prodej zažívacích sod a léků proti překyselení žaludku o pětinu.
- Naopak 4 hodiny před začátkem finále se na území USA zvyšuje výskyt dopravních nehod o 41 %.
- Slova „Super Bowl“, „Super Sunday“, „NFL“ si NFL nechala zaregistrovat jako ochrannou známku. Důsledkem toho musejí akce a reklamy odkazující na Super Bowl používat pouze obecné pojmy, např. The Big Game (Velká hra). NFL se snažila zaregistrovat také The Big Game, ale neúspěšně.
- Každý Super Bowl nese v Americe označení pomocí římských číslic místo toho, aby byl přesněji určován podle roku, kdy se koná, nebo sezóny, na kterou navazuje.

Zdroj: The GOOD magazine: Super Bowl XLII

## Doprovodný program Super Bowlu
Super Bowl doprovází pravidelně zábavný program o poločasové přestávce. Nejprve šlo o promenádní vystoupení dechových orchestrů, ale v průběhu let se podoba show změnila a prostor dostávají hlavně zpěváci populární hudby. Přestávka v Super Bowlu trvá celou hodinu.
V Houstonu při XXXVIII. Super Bowlu v roce 2004 došlo ke skandálu, který měl dopad na celou televizní kulturu USA. Zpěvák Justin Timberlake při společném vystoupení strhl Janet Jacksonové část jejího kostýmu a ukázal kamerám její nahé pravé prso. Tento incident, který by v Evropě byl vnímán spíše jako vtipná příhoda, vyvolal u prudérních amerických diváků značné pobouření. Celoamerická aféra vedla mimo jiné k tomu, že se od té doby všechny přímé televizní přenosy opožďují o pár sekund, aby šlo příště podobnému incidentu zamezit. Kromě toho NFL ukončila svou spolupráci s televizí MTV, která přestávkovou show připravovala. V následujícím roce vystoupil v opatrnějším přestávkovém programu Paul McCartney.